# 中心つき九角数
中心つき九角数(ちゅうしんつききゅうかくすう、英: Centered nonagonal number)とは中心つき多角数の一種で、九角形の形に点を下図のように並べたとき、図に含まれる点の総数にあたる自然数である。具体的には
1, 10, 28, 55, 91, 136, 190, 253, 325, 406, 496, 595, 703, 820, 946,… (オンライン整数列大辞典の数列 A060544)
である。この数列においては6を除く完全数 28 や 496 を含んでいる。
この中心つき九角数の n 番目の数 Nc は次の形で表せる。
{\displaystyle Nc(n)={\dfrac {(3n-2)(3n-1)}{2}}}
- n 番目の中心つき九角数は n − 1 番目の三角数で割ったとき 1 余る数となる。またそのときの商は 9 である。

例. 55 ÷ 6 = 9 … 1
- 中心つき九角数は三角数と密接に関係している。中心つき九角数は三角数を並べたとき最初の 1 から始まり3つ毎の三角数となっている。(1番目、4番目、7番目、…)

## 参照
- 九角数
- 中心つき多角数